# 白萼素馨
白萼素馨（学名：Jasminum albicalyx）为木犀科素馨属的植物，是中国的特有植物。分布在中国大陆的广西等地，见于低海拔的山地和密林中，目前尚未由人工引种栽培。

## 别名
白萼茉莉（中国高等植物图鉴）